# ناحیه بریسنی
ناحیه بریسنی (به لاتین: Briceni District) یک منطقهٔ مسکونی در مولداوی است که در مولداوی واقع شده‌است. ناحیه بریسنی ۸۱۴ کیلومتر مربع مساحت و ۷۰٬۰۲۹ نفر جمعیت دارد و ۲۶۰ متر بالاتر از سطح دریا واقع شده‌است.